# Baurutitan
Baurutitan ist eine Gattung sauropoder Dinosaurier aus der Gruppe der Titanosauria aus der späten Oberkreide (oberes Maastrichtium) Südamerikas. Bisher sind lediglich einige Knochen bekannt, die in den Schichten der Marília-Formation (Bauru-Gruppe) im brasilianischen Bundesstaat Minas Gerais gefunden wurden. Einzige Art ist Baurutitan britoi.

## Merkmale
Wie alle Sauropoden war Baurutitan ein großer, vierbeinig laufender Pflanzenfresser mit langem Hals und Schwanz und einem tonnenförmigen Körper. Die Schwanzwirbel zeigen verschiedene diagnostische Merkmale, die einzigartige Kombination dieser Merkmale dient zur Unterscheidung der Gattung von anderen Gattungen. Beispielsweise war der erste Schwanzwirbel beidseitig konvex. Die Dornfortsätze der vordersten Schwanzwirbel waren nach hinten geneigt, während sie ab dem fünften Schwanzwirbel eher vertikal ausgerichtet waren. Die Gattung lässt sich zudem durch zwei einzigartige Merkmale (Autapomorphien) an den Wirbelbögen von anderen Gattungen abgrenzen: So zeigt der erste Schwanzwirbel einen zugespitzten seitlich orientierten Kamm, welcher die Spinoprezygapophyseal-Lamina unterbricht. Des Weiteren war die Spinoprezygapophyseal-Lamina anterolateral ausgerichtet.

## Systematik
Die Verwandtschaftsbeziehungen von Baurutitan innerhalb der Titanosauria sind unklar. Die Erstbeschreiber um Alexander Kellner haben die Gattung zu den Titanosauridae gestellt. Diese Familie wird von vielen Forschern als ungültig betrachtet, da sie auf Titanosaurus als nominotypisches Taxon basiert, welches jedoch keine diagnostischen Merkmale zeigt. Baurutitan gehörte weder zu den ursprünglichsten (basalen) noch zu den modernsten (abgeleiteten) Titanosauria: So waren anders als bei ursprünglichen Titanosauria wie Andesaurus die mittleren Schwanzwirbel stark procoel, ein abgeleitetes Merkmal. Andererseits fehlten verschiedene Merkmale der sehr abgeleiteten Saltasaurinen, wie beispielsweise die vorderen Schwanzwirbel, die bei Saltasaurinen deutlich breiter als hoch sind. Baurutitan zeigt Ähnlichkeiten mit Aeolosaurus, Gondwanatitan sowie mit Alamosaurus. 

## Fund, Entdeckungsgeschichte und Namensgebung
Der erste Fund stammt aus dem Caieira-Steinbruch etwa zwei Kilometer nördlich von Peirópolis nahe Uberaba. Grabungen fanden in diesem Steinbruch von 1949 bis 1961 statt und brachten neben den Sauropoden-Überresten die Überreste von Schildkröten, Krokodilen, Theropoden, Fischen, Wirbellosen und Pflanzen hervor. Im Steinbruch sind fein- bis mittelkörnige Sandsteine von weißer bis gelber Farbe aufgeschlossen. Diese Gesteine gehören zum Serra-da-Galga-Member, einem Schichtglied der Marília-Formation, die auf der jüngsten Zeiteinheit der Oberkreide (spätes Maastrichtium) datiert wird. Die Marília-Formation ist die oberste der beiden Formationen der Bauru-Gruppe.
Der Fund (Holotyp, Exemplarnummer MCT 1490-R) besteht aus dem letzten Kreuzbeinwirbel sowie einer Serie von 18 Schwanzwirbeln, die artikuliert (im Verbund) vorgefunden wurden. Diese Wirbel sind gut erhalten, nahezu unverformt und fast vollständig. Die Fossilien werden heute im Naturkundemuseum (Museu de Ciências da Terra) des Departamento Nacional de Produção Mineral aufbewahrt. Baurutitan wurde 2005 von Alexander Kellner und Kollegen erstmals beschrieben. Der Name Baurutitan spielt auf die Bauru-Gruppe an, der Gesteinseinheit, aus welcher die Fossilien stammen. Die Endung titan leitet sich von den Titanen der griechischen Mythologie ab. Das Artepitheth britoi ehrt Ignacio Aureliano Machado Brito, einen wichtigen brasilianischen Paläontologen.
Im Jahr 2022 wurde ein weiterer Fund aus dem Caieira-Steinbruch, bestehend aus fünf Halswirbeln, zehn Rückenwirbeln, dem Kreuzbein sowie dem linken Darmbein, der Gattung Barutitan zugeordnet. Das Fossil mit der Exemplarnummer MCT 1488-R wurde zunächst als Holotyp der Gattung Trigonosaurus interpretiert. Weitere Fossilfunde, die Merkmale von Trigonosaurus und Barutitan vereinten, veranlassten die Autoren dazu, die beiden Gattungen zu synonymisieren. Das Taxon Trigonosaurus ist als der jüngere der beiden Namen demnach ungültig.